# Maler von London B 76

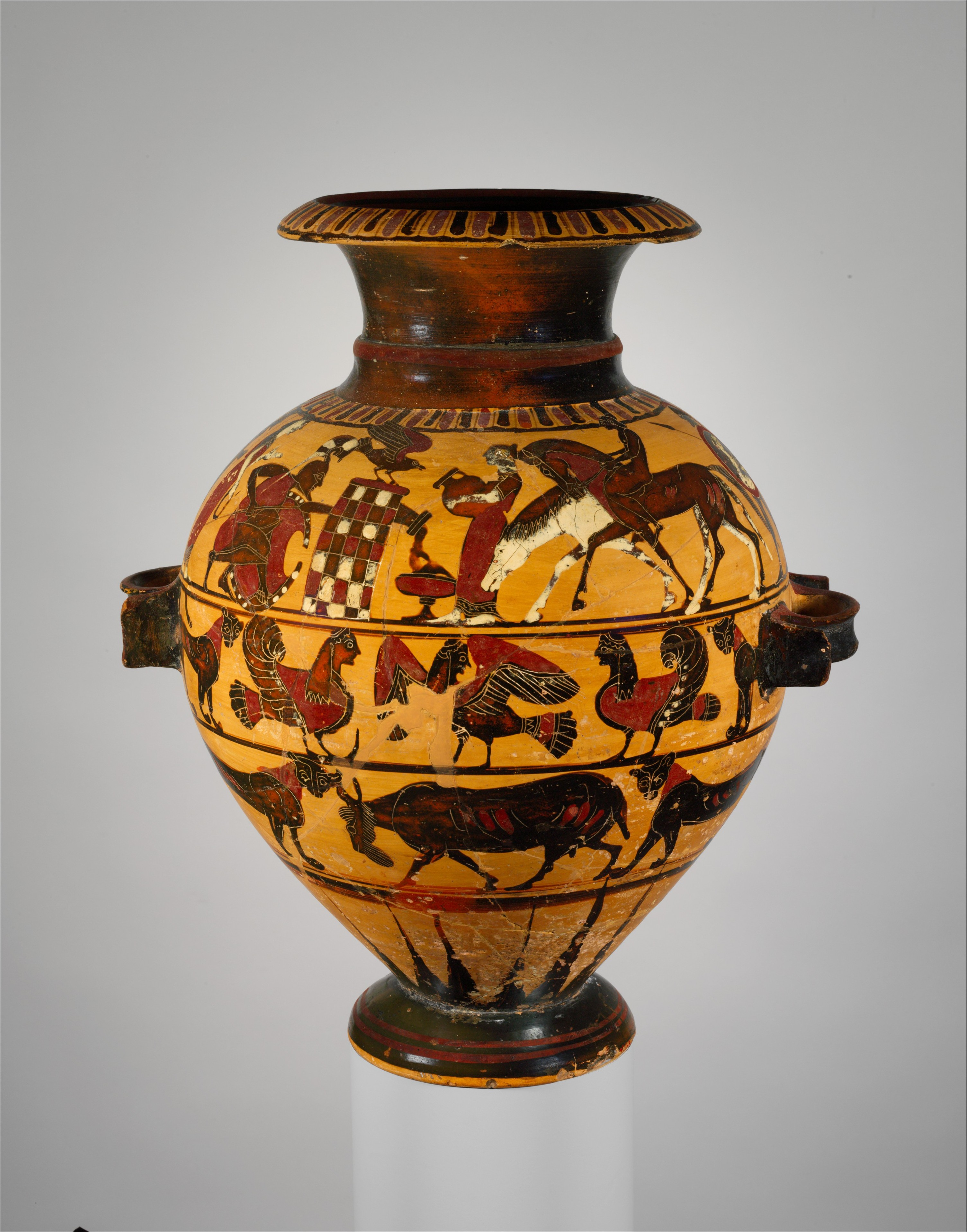
Achilleus und Troilos auf einer Hydria, heute im Metropolitan Museum of Art, Inventarnummer 45.11.2, um 560/50 v. Chr.

Der Maler von London B 76 ist ein mit einem modernen Notnamen bezeichneter attischer Vasenmaler des mittleren Drittels des 6. Jahrhunderts v. Chr.
Der Maler von London B 76 ist der Burgon-Gruppe stilistisch nahe. Wie auch der Camtar-Maler oder Sophilos ist er einer der wenigen Vasenmaler, der mit roter statt mit schwarzer Farbe seine Beschriftungen der Figuren aufträgt. Er verwendet Tier- und Pflanzenmuster, die noch altmodisch wirken, doch erinnern seine zum Teil mit kräftigen Farben ausgeführten Zeichnungen an Maler wie Lydos. Er stellt vor allem Begebenheiten aus dem Trojanischen Sagenkreis nach. Beim Maler von London B 76 wird ersichtlich, dass sich die Darstellungsform in der attischen Schwarzfigurige Vasenmalerei wandelte. Es wurden immer mehr Neuerungen und Veränderungen gefragt, echte Meister ihres Faches strebten nach Neuerungen. Der Maler von London B 76 beispielsweise löst sich von gewissen Konventionen in der Darstellung von mythologischen Szenen. So wird bei ihm eine heroische Szene des Trojanischen Krieges nur deshalb als solche erkennbar, weil er seine dargestellten frontalen Darstellungen derart beschriftete.